# 240. pehotni polk (Italija)
240. pehotni polk Pesaro je bil pehotni polk Kraljeve italijanske kopenske vojske.

## Zgodovina
Med prvo svetovno vojno je bil polk nastanjen na soški fronti.